# Topolovec Pisarovinski
Topolovec Pisarovinski is een plaats in de gemeente Pisarovina in de Kroatische provincie Zagreb. De plaats telt 30 inwoners (2001).